# Hermioné
Hermioné (řecky Ἑρμιόνη) je v řecké mytologii dcerou spartského krále Meneláa a jeho manželky Heleny.
Zasnoubila se s Orestem, synem mykénského krále Agamemnona. Před válkou proti Tróji ji však její otec slíbil za manžela Neoptolemovi, synovi velkého hrdiny a bojovníka Achillea.
Neoptolemos se s ní skutečně oženil po návratu z války. Toto manželství však nebylo šťastné, Hermioné prý dokonce chtěla spáchat sebevraždu.
Když posléze Orestés Neoptolema zabil, stala se Hermioné jeho manželkou.